# Tiara papală

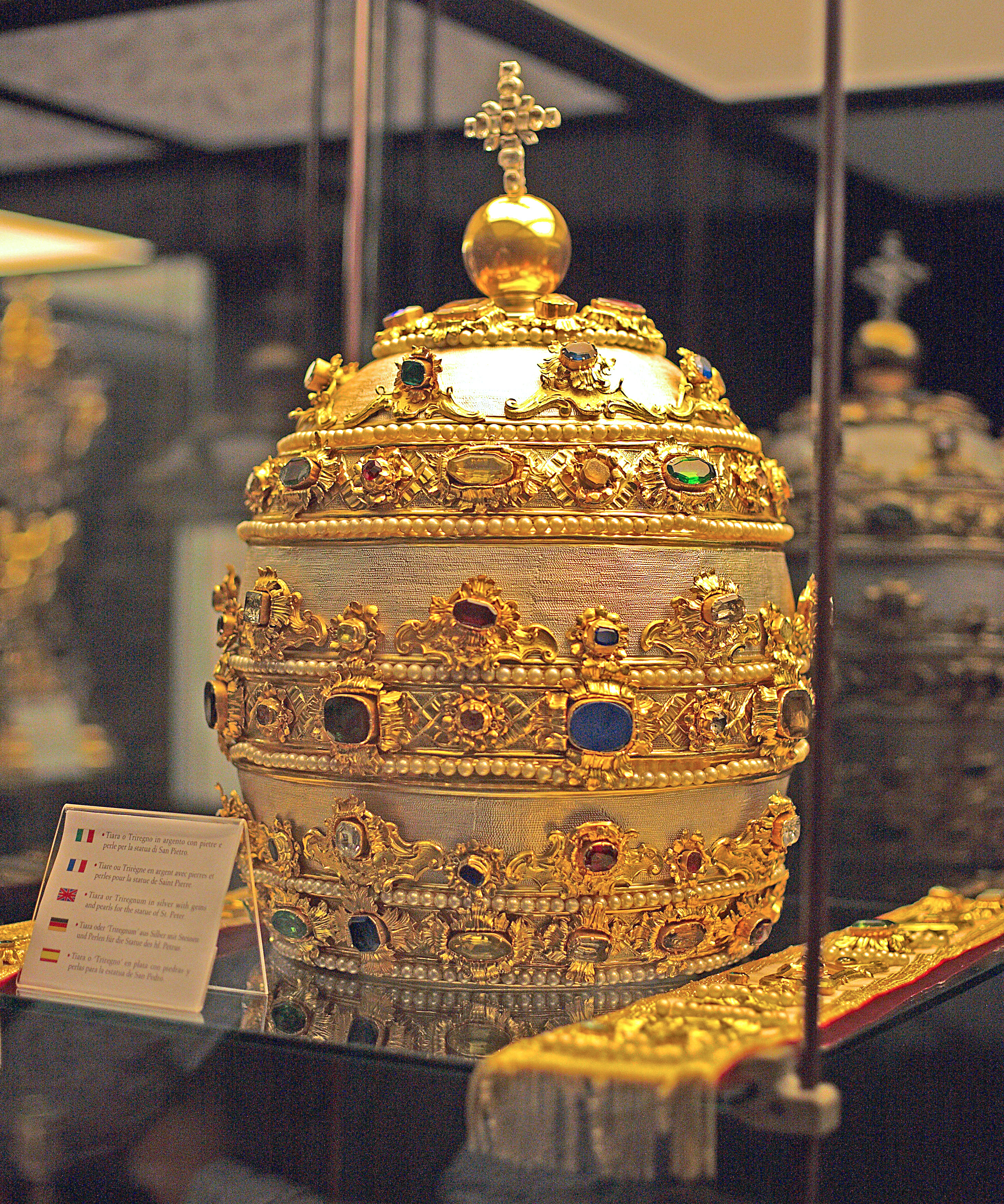
Tiara papală expusă într-o vitrină din Bazilica Sfântul Petru din Roma.

Tiara papală este o coroană care a fost purtată de către papii Bisericii Romano-Catolice încă din secolul al VIII-lea până în secolul al XX-lea. Ultimul papă care a purtat-o a fost Papa Paul al VI-lea. Această coroană este formată din trei nivele, motiv pentru care se mai numește și triregnum. Aceasta era pusă pe capul unui papă în timpul încoronării sale. 
În ziua de astăzi Tiara papală se află expusă în Bazilica Sfântul Petru din Roma. De asemenea, ea este unul dintre cele mai importante simboluri ale papalității și ale statului Vatican, alături de cheile Raiului.